# Tabółka
Tabułka – jezioro w Polsce, położone w województwie kujawsko-pomorskim, w powiecie brodnickim, w gminie Górzno, na obszarze Równiny Urszulewskiej.

## Dane morfometryczne
Powierzchnia zwierciadła wody wynosi 3,0 ha.
Zwierciadło wody położone jest na wysokości 118,1 m n.p.m..
Na podstawie badań przeprowadzonych w 1987 roku wody jeziora zaliczono do III klasy czystości.

## Hydronimia
Według urzędowego spisu opracowanego przez Komisję Nazw Miejscowości i Obiektów Fizjograficznych (KNMiOF) nazwa tego jeziora to Tabółka. W różnych publikacjach i na mapach topograficznych jezioro to występuje pod nazwą Tabułka.